# White Collar (Fernsehserie)/Episodenliste

Logo zur Serie

Diese Episodenliste enthält alle Episoden der US-amerikanischen Krimiserie White Collar, sortiert nach der US-amerikanischen Erstausstrahlung. Zwischen 2009 und 2014 entstanden in sechs Staffeln 81 Episoden mit einer Länge von jeweils etwa 42 Minuten.

## Übersicht
| Staffel | Episodenanzahl | Erstausstrahlung USA | Erstausstrahlung USA | Deutschsprachige Erstausstrahlung | Deutschsprachige Erstausstrahlung |
| Staffel | Episodenanzahl | Staffelpremiere      | Staffelfinale        | Staffelpremiere                   | Staffelfinale                     |
| ------- | -------------- | -------------------- | -------------------- | --------------------------------- | --------------------------------- |
| 1       | 14             | 23. Oktober 2009     | 9. März 2010         | 13. September 2011                | 13. Dezember 2011                 |
| 2       | 16             | 13. Juli 2010        | 8. März 2011         | 11. Oktober 2012                  | 30. Mai 2013                      |
| 3       | 16             | 7. Juni 2011         | 28. Februar 2012     | 19. September 2013                | 16. Januar 2014                   |
| 4       | 16             | 10. Juli 2012        | 5. März 2013         | 30. Mai 2014                      | 12. September 2014                |
| 5       | 13             | 17. Oktober 2013     | 30. Januar 2014      | 27. Juli 2015                     | 27. Juli 2015                     |
| 6       | 6              | 6. November 2014     | 18. Dezember 2014    | 27. Juli 2015                     | 27. Juli 2015                     |

## Staffel 1
Die Erstausstrahlung der ersten Staffel war vom 23. Oktober 2009 bis zum 9. März 2010 auf dem US-amerikanischen Kabelsender USA Network zu sehen. Die deutschsprachige Erstausstrahlung sendete der deutsche Free-TV-Sender RTL vom 13. September bis zum 13. Dezember 2011.
| Nr. (ges.) | Nr. (St.) | Deutscher Titel                 | Originaltitel    | Erstausstrahlung USA | Deutschsprachige Erstausstrahlung (D) | Regie            | Drehbuch                       | Zuschauer (DE) |
| --- | --------- | ------------------------------- | ---------------- | -------------------- | ------------------------------------- | ---------------- | ------------------------------ | -------------- |
| 1 | 1         | Agent mit Spitzbube             | Pilot            | 23. Okt. 2009        | 13. Sep. 2011                         | Bronwen Hughes   | Jeff Eastin                    | —              |
| Kunstdieb und -fälscher Neal Caffrey bricht aus dem Gefängnis aus, um seine Freundin Kate davon abzuhalten ihn zu verlassen. Bei ihrer Wohnung angekommen, ist sie aber bereits verschwunden und er wird wieder verhaftet. Da durch seine Flucht seine Haftstrafe signifikant verlängert wurde, schlägt er Peter Burke – dem FBI-Agenten, der ihn verhaftet hat – einen Deal vor: Er darf, mit einer elektronischen Fußfessel ausgestattet, in Freiheit leben und hilft als Gegenleistung dem FBI als Freier Berater. Burke willigt ein, zunächst jedoch nur auf temporärer Basis. Neal wird aus dem Gefängnis entlassen und in einer billigen Wohnung einquartiert, um die er sich in einem drei Kilometer großen Radius frei bewegen darf. Da diese Wohnung jedoch nicht seinen Standards entspricht, überzeugt er mit seinem Charme die Witwe June, deren luxuriöse Wohnung noch in dem Drei-Kilometer-Radius liegt, ihn bei sich für geringe Miete wohnen zu lassen. Peter Burke gelingt es schließlich mit Neals Hilfe Curtis Hagan zu verhaften, einen Kriminellen den er schon eine Weile verfolgt hat, weswegen Neal nun permanent für das FBI arbeiten darf. |           |                                 |                  |                      |                                       |                  |                                |                |
| 2 | 2         | Mord ist in Mode                | Threads          | 30. Okt. 2009        | 20. Sep. 2011                         | Dennie Gordon    | Clifton Campbell               | 2,85 Mio.      |
| Neal und Peter ermitteln in New Yorks Modewelt um einen Kriminellen zu schnappen, der sensible Daten, die er in einem Kleid versteckt hat, verkaufen will. Nebenbei ist Neal zusammen mit seinem Freund Mozzie immer noch auf der Suche nach seiner verschwundenen Freundin Kate. |           |                                 |                  |                      |                                       |                  |                                |                |
| 3 | 3         | Unfriede sei mit euch!          | Book of Hours    | 6. Nov. 2009         | 27. Sep. 2011                         | John Kretchmer   | Tom Garrigus                   | 2,20 Mio.      |
| Ein New Yorker Mafioso bittet das FBI darum, eine wertvolle Bibel zu finden, die aus seiner Kirche gestohlen wurde. Neal, der zusammen mit Peter an dem Fall arbeitet, kann seine Treue gegenüber dem FBI unter Beweis stellen, als er eine Fluchtmöglichkeit ungenutzt verstreichen lässt. |           |                                 |                  |                      |                                       |                  |                                |                |
| 4 | 4         | Es ist alles Gold, was glänzt   | Flip of the Coin | 13. Nov. 2009        | 4. Okt. 2011                          | Timothy Busfield | Jeff Eastin & Joseph C. Muscat | 2,52 Mio.      |
| Der Ehemann einer Freundin von Peters Frau wird angeklagt, wertvolle Artefakte gestohlen und aus dem Irak herausgeschmuggelt zu haben. Zusammen mit Neal versucht Peter nun die Unschuld seines Bekannten zu beweisen und die wahren Täter zu schnappen. |           |                                 |                  |                      |                                       |                  |                                |                |
| 5 | 5         | Laissez-faire                   | The Portrait     | 20. Nov. 2009        | 11. Okt. 2011                         | Allan Arkush     | Jeff Eastin & Travis Romero    | 2,28           |
| Neal und Peter versuchen ein wertvolles Gemälde wiederzufinden, das gestohlen wurde, und den Dieb zu verhaften. Neal erhält zudem endlich eine Nachricht von Kate: Sie wird von einem Mann festgehalten, dem Neal etwas gestohlen hat, und erst freigelassen, wenn er dem Mann verrät, wo er all seine Beute versteckt hält. |           |                                 |                  |                      |                                       |                  |                                |                |
| 6 | 6         | Kate oder Peter?                | All In           | 27. Nov. 2009        | 18. Okt. 2011                         | John Kretchmer   | Jim Campolongo & Joe Henderson | 2,15 Mio.      |
| Neal wird mithilfe eines seiner alten Alias undercover in einen Geldwäscherring eingeschleust, um für das FBI zu ermitteln. Von einer Interpolagentin, die ebenfalls hinter der Organisation her ist, erfährt er zudem, dass der Mann, der Kate festhält, für das FBI arbeitet. |           |                                 |                  |                      |                                       |                  |                                |                |
| 7 | 7         | Start frei für Agent Fowler     | Free Fall        | 6. Dez. 2009         | 25. Okt. 2011                         | Kevin Bray       | Jeff Eastin                    | 2,00 Mio.      |
| Neal wird beschuldigt einen wertvollen Diamanten gestohlen zu haben, und muss vor dem FBI fliehen. Ihm gelingt es zwar den wahren Dieb aufzuspüren und somit seine Unschuld zu beweisen, aber dessen Auftraggeber, der Neal die Tat anhängen wollte und der vermutlich auch Kate gefangen hält, ist ihm noch unbekannt. Einige Indizien bringen ihn jedoch dazu einen Internen Ermittler des FBI – Special Agent Garrett Fowler – zu verdächtigen. Als er diesen mit seinem Verdacht konfrontiert, deutet er an, dass Peter etwas mit Kates Verschwinden zu tun hatte. |           |                                 |                  |                      |                                       |                  |                                |                |
| 8 | 8         | Strategien                      | Hard Sell        | 19. Jan. 2010        | 1. Nov. 2011                          | John Kretchmer   | Jim Campolongo & Joe Henderson | —              |
| Neal und Peter ermitteln undercover in einer Maklerfirma, die ihre Kunden betrügt. Neal konfrontiert Peter mit seinem Verdacht, er wäre der Mann, der Kate festhält. Peter bestreitet dies glaubwürdig, gesteht allerdings, dass er sich vor kurzem mit Kate getroffen habe. Er vermutet, dass sie nicht wirklich entführt wurde, sondern mit Fowler gemeinsame Sache macht und Neal nur etwas vorspielt, um eine wertvolle Spieldose zu erhalten, die er angeblich gestohlen hatte. |           |                                 |                  |                      |                                       |                  |                                |                |
| 9 | 9         | Auslegungen des Rechts          | Bad Judgment     | 26. Jan. 2010        | 8. Nov. 2011                          | John Kretchmer   | Jeff Eastin & Joseph C. Muscat | 2,47 Mio.      |
| Peter und Neal ermitteln gegen eine korrupte Richterin, die eng mit Agent Fowler zusammenarbeitet. Sie können sie zwar verhaften, aber Fowler ist nichts nachzuweisen. Neal, der nicht mehr weiß, ob er Kate trauen kann, erhält durch Peter eine neue Nachricht von ihr übermittelt. |           |                                 |                  |                      |                                       |                  |                                |                |
| 10 | 10        | Die Dritte Welt vor der Haustür | Vital Signs      | 2. Feb. 2010         | 15. Nov. 2011                         | Dennie Gordon    | Joan B. Weiss                  | 2,03 Mio.      |
| Nachdem Junes Enkelin von der Warteliste für ihre Nierentransplantation genommen wurde, wird June von einer Hilfsorganisation kontaktiert, die ihr anbietet, das benötigte Organ für eine „Spende“ bereitzustellen. Peter und Neal wittern illegalen Organhandel und ermitteln. |           |                                 |                  |                      |                                       |                  |                                |                |
| 11 | 11        | Elefantenjagd                   | Home Invasion    | 9. Feb. 2010         | 22. Nov. 2011                         | Ken Girotti      | Channing Powell                | —              |
| Das FBI jagt eine Diebin, die antike japanische Jadeelefanten stiehlt und dabei sogar über Leichen geht. Unterdessen plant Neal die Spieldose, die er für Kate eintauschen will, zu stehlen. Er bittet Alex Hunter, eine Meisterdiebin und alte Freundin, um Hilfe, aber wegen seiner Arbeit für das FBI lehnt sie ab. |           |                                 |                  |                      |                                       |                  |                                |                |
| 12 | 12        | Ehre ist nicht jedermanns Sache | Bottlenecked     | 23. Feb. 2010        | 29. Nov. 2011                         | Phil Abraham     | Jeff Eastin & Tom Garrigus     | —              |
| Peter und Neal ermitteln wegen Mordes gegen Matthew Keller, einen alten Konkurrenten von Neil. Ihm ist es scheinbar gelungen eine sehr wertvolle Flasche Wein, die bisher als unfälschbar galt, zu fälschen und hat sich dann seines Mitarbeiters entledigt. |           |                                 |                  |                      |                                       |                  |                                |                |
| 13 | 13        | Unschöner Deal mit Neal         | Front Man        | 2. März 2010         | 6. Dez. 2011                          | Michael Smith    | Rashad Raisani                 | —              |
| Neal wird an die Entführungsabteilung des FBI ausgeliehen, um in einem Fall zu helfen, in dem einer seiner ehemaligen Komplizen verwickelt ist. Zudem schafft er es endlich Alex davon zu überzeugen, mit ihm zusammen die Spieldose zu stehlen, wohlwissend, dass Peter ihn genau beobachtet und, ohne zu zögern, wieder ins Gefängnis bringen würde. |           |                                 |                  |                      |                                       |                  |                                |                |
| 14 | 14        | Ist Hoffnung nur eine Illusion? | Out of the Box   | 9. März 2010         | 13. Dez. 2011                         | Kevin Bray       | Jeff Eastin                    | 2,80 Mio.      |
| Mithilfe von Agent Fowler lässt Neal seine Fußfessel deaktivieren, und kann so vom FBI unbemerkt in die italienische Botschaft eindringen und die dort untergebrachte Spieldose zusammen mit Alex und Mozzie stehlen. Fowler hält sein Versprechen und gibt Neal und Kate im Austausch für die Spieldose neue Identitäten, mit denen sie zusammen untertauchen können. Peter und seine Kollegin Special Agent Diana Barrigan verhaften Fowler kurze Zeit später, da er in Besitz der gestohlenen Spieldose ist. Von ihm erfährt Peter auch, dass Neal vor hat mit Kate das Land zu verlassen, und wo er ihn finden kann. Am Flughafen, kurz bevor Neal das Flugzeug, welches ihn und Kate in ihr neues Leben bringen soll betritt, wird er von Peter aufgehalten, der versucht ihn zum Bleiben zu überreden. In dem Moment, als Neal sich schließlich von ihm abwendet, um das Flugzeug zu betreten, in dem Kate bereits auf ihn wartet, explodiert es vor Neals und Peters schockierten Augen. |           |                                 |                  |                      |                                       |                  |                                |                |

## Staffel 2
Die Erstausstrahlung der zweiten Staffel war vom 13. Juli 2010 bis zum 8. März 2011 auf dem US-amerikanischen Kabelsender USA Network zu sehen. Die deutschsprachige Erstausstrahlung der ersten sechs Episoden sendete der deutsche Free-TV-Sender RTL vom 11. Oktober bis zum 15. November 2012. Die verbleibenden zehn Episoden wurden vom 28. März 2013 bis zum 30. Mai 2013 auf dem Pay-TV-Sender RTL Crime gezeigt.
| Nr. (ges.) | Nr. (St.) | Deutscher Titel                | Originaltitel         | Erstausstrahlung USA | Deutschsprachige Erstausstrahlung (D) | Regie              | Drehbuch                        | Zuschauer (DE) |
| --- | --------- | ------------------------------ | --------------------- | -------------------- | ------------------------------------- | ------------------ | ------------------------------- | -------------- |
| 15 | 1         | Wo steht wer?                  | Withdrawal            | 13. Juli 2010        | 11. Okt. 2012                         | Tim Matheson       | Jeff Eastin                     | 1,56 Mio.      |
| Nach Kates Tod muss Neal zunächst wieder ins Gefängnis zurück, bekommt aber von Peter schnell seinen alten Deal wieder angeboten. Zurück beim FBI ermittelt er zusammen mit Peter im Fall eines Bankräubers, der in kurzer Zeit bereits mehrere Banken um sehr viel Geld erleichtert hat. Nebenbei beginnt er Nachforschungen, um Kates Mörder zu finden und um herauszufinden, was mit der Spieldose passiert ist, nachdem er sie Fowler gegeben hat. Er weiß nicht, dass sie sich seit Fowlers Verhaftung in Besitz von Peter und Diana befindet, die ebenfalls Nachforschungen zu Kates Tod anstellen. |           |                                |                       |                      |                                       |                    |                                 |                |
| 16 | 2         | Politik à la Neal              | Need to Know          | 20. Juli 2010        | 18. Okt. 2012                         | Sanford Bookstaver | Joe Henderson                   | 1,48 Mio.      |
| Neal und Peter arbeiten an einem Fall eines korrupten Politikers. Diana und Peter kommen auf die Spur eines mysteriösen Mannes, der mit Fowler in Kontakt stand und sich vor dessen Verhaftung mit ihm treffen wollte. |           |                                |                       |                      |                                       |                    |                                 |                |
| 17 | 3         | Der Club der jungen Diebe      | Copycat Caffrey       | 27. Juli 2010        | 25. Okt. 2012                         | Paul Holahan       | Channing Powell                 | 1,23 Mio.      |
| Alex bittet Mozzie und Peter um Hilfe, da sie Probleme mit Unbekannten hat, die nach der Spieldose suchen. Nebenbei ermitteln Peter und Neal in einem Kunstraub, bei dem der Dieb die Methode von einem von Neals früheren Raubzügen kopiert hat. Ihnen gelingt es, die Täter zu fassen und gleichzeitig Alex zur Sicherheit ins Ausland zu schaffen. |           |                                |                       |                      |                                       |                    |                                 |                |
| 18 | 4         | Aufgelesen                     | By the Book           | 3. Aug. 2010         | 1. Nov. 2012                          | Michael Smith      | Alexandra McNally               | 1,22 Mio.      |
| Als Mozzie beobachtet, wie Gina – eine Kellnerin, mit der er befreundet ist – entführt wird, bittet er das FBI um Hilfe. Es stellt sich heraus, dass Ginas Freund einem Waffenschmuggler Geld gestohlen hat und dieser sie nun als Druckmittel verwendet, um sein Geld zurückzuerhalten. Zusammen mit Neal und Mozzie schafft es das FBI schließlich, Gina zu befreien und die Entführer zu verhaften. |           |                                |                       |                      |                                       |                    |                                 |                |
| 19 | 5         | Unfreiwillig                   | Unfinished Business   | 10. Aug. 2010        | 8. Nov. 2012                          | Tricia Brock       | Jeff Eastin                     | 1,28 Mio.      |
| Bei den Ermittlungen zu einem Wertpapierdiebstahl muss Neal mit Sara Ellis arbeiten, einer Versicherungsermittlerin, die vor Jahren vor Gericht gegen Neal im Fall eines gestohlenen Gemäldes ausgesagt hat. Im Zuge der Ermittlungen wird ein Anschlag auf Saras Leben versucht, wodurch sie gezwungen ist ihren Tod vorzutäuschen, bis der Täter gefasst ist. Nebenbei untersucht Neal mit Mozzie das Flugzeugwrack, das von der Explosion übrig ist, die Kate getötet hat. Ihnen gelingt es, die Daten des Flugschreibers an Saras Adresse schicken zu lassen, da sie für die zuständige Versicherungsagentur arbeitet. Nachdem der Wertpapierdieb gefasst worden ist, bietet Neal Sara an, sie nach Hause zu bringen, um in ihrer Wohnung den Briefumschlag mit den Daten des Flugschreibers zu stehlen, was ihm jedoch misslingt. |           |                                |                       |                      |                                       |                    |                                 |                |
| 20 | 6         | Agentenpoker                   | In the Red            | 17. Aug. 2010        | 15. Nov. 2012                         | David Straiton     | Matt Negrete                    | 1,29 Mio.      |
| Peter und Neal ermitteln gegen einen Adoptionsanwalt, der seine Kunden um viel Geld betrügt, in dem er vorgibt die leiblichen Eltern der adoptierten Kinder würden diese wieder zurückverlangen, wenn ihnen nicht eine große Summe Bargeld bezahlt werde. Unterdessen bricht Mozzie bei Sara ein und stiehlt die Flugschreiberdaten. Sie bemerkt dies zwar, als sie jedoch erfährt, dass es dabei um den Mord an Kate geht, gibt sie die Daten freiwillig her. Aus den Tonbandaufzeichnungen des Flugschreibers erfährt Neal, dass Kate kurz vor ihrem Ableben jemanden angerufen hat, dessen Identität er nun herausfinden will. |           |                                |                       |                      |                                       |                    |                                 |                |
| 21 | 7         | Gefangenendilemma              | Prisoner’s Dilemma    | 24. Aug. 2010        | 28. März 2013                         | Vincent Misiano    | Mark Goffman                    | —              |
| Ein FBI-Agent wird beschuldigt, Informationen von Zeugen aus dem Zeugenschutzprogramm zu verkaufen und befindet sich auf der Flucht. Peter, der von dessen Unschuld überzeugt ist, unterstützt ihn dabei, seinen Namen rein zu waschen und den wahren Täter – einen US-Marshal – zu schnappen. Mozzie findet unterdessen heraus, dass der Mann, den Kate kurz vor ihrem Tod angerufen hat, Fowler war. |           |                                |                       |                      |                                       |                    |                                 |                |
| 22 | 8         | Doch die Liebe …               | Company Man           | 31. Aug. 2010        | 4. Apr. 2013                          | Rosemary Rodriguez | Jim Campolongo                  | —              |
| Peter und Neal ermitteln undercover in einem Technologiekonzern, nachdem dessen wichtigster Entwickler ermordet wurde und der Verdacht auf Industriespionage besteht. Unterdessen findet Mozzie heraus, dass Peter und Diana im Besitz der Spieldose sind. Als Neal Peter mit diesem Wissen konfrontiert, erklärt dieser, dass er Neal nicht in die Ermittlungen zu Kates Tod miteinbeziehen wollte, da er befürchtete Neal würde Selbstjustiz an deren Mörder verüben, sobald sie ihn schnappen würden. |           |                                |                       |                      |                                       |                    |                                 |                |
| 23 | 9         | Rache und Gewissen             | Point Blank           | 7. Sep. 2010         | 11. Apr. 2013                         | Kevin Bray         | Jeff Eastin                     | —              |
| Peter und Neal entdecken ein Geheimfach in der Spieldose, das einen verschlüsselten Code beinhaltet, mit deren Entschlüsselung sie Mozzie beauftragen. Ein wenig später gelingt es dem FBI endlich Fowler aufzuspüren, aber es stellt sich heraus, dass er Kate nicht getötet hat. Er erklärt, dass er von einem sehr einflussreichen Hintermann gezwungen worden sei, die Spieldose zu besorgen, und zu diesem Zweck zusammen mit Kate deren Entführung vorgetäuscht habe, um von Neal die Spieldose zu erhalten. Mozzie gelingt es den Code der Spieldose zu knacken, aber bevor er irgendjemanden davon erzählen kann, wird ihm von einem Auftragskiller in die Brust geschossen, der dann den entschlüsselten Code stiehlt. |           |                                |                       |                      |                                       |                    |                                 |                |
| 24 | 10        | Burke’s Seven                  | Burke’s Seven         | 18. Jan. 2011        | 18. Apr. 2013                         | Michael Smith      | Joe Henderson                   | —              |
| Mozzie überlebt den Anschlag und erholt sich im Krankenhaus von seiner schweren Wunde. Dem FBI gelingt es schnell den Täter (Julian Larssen), der von Kates Mörder angeheuert wurde, aufzuspüren, doch diesem gelingt es Beweise zu fälschen, so dass es so aussieht, als ob Peter ihm nur etwas anhängen will. Peter wird suspendiert und bittet Neal, Sara und seine Kollegen vom FBI um Hilfe, um seine Unschuld zu beweisen und den wahren Täter hinter Gitter zu bringen. „Burke's Seven“ deckt einen Schmuggel von Porzellan auf. Unterdessen arbeitet Mozzie weiter an dem Code: Es stellt sich heraus, dass er eine mathematische Gleichung beinhaltet, die ein Fraktal beschreibt. Dem FBI gelingt es schließlich, Peter zu rehabilitieren und den Mann, der Mozzie angeschossen hat, zu verhaften. Dieser versucht einen Deal mit dem FBI zu machen und nennt den Namen des Mannes der ihn angeheuert hat: Kates Mörder. Im Nachgang der Episode fliegt Sara nach Argentinien, um mehr über das geschmuggelte Porzellan mit Hakenkreuz-Aufdruck herauszufinden. |           |                                |                       |                      |                                       |                    |                                 |                |
| 25 | 11        | Neal Rising – Wie alles begann | Forging Bonds         | 25. Jan. 2011        | 25. Apr. 2013                         | John Kretchmer     | Jeff Eastin & Alexandra McNally | —              |
| Der Mann, der hinter Kates Tod steckt, ist Vincent Adler, ein Betrüger, für den Neal vor einigen Jahren gearbeitet hat. Als Peter dies herausfindet, stattet er Neal einen Besuch ab und bringt ihn dazu ihm zu erzählen, was seine Verbindung zu dem Mann ist. Neal erzählt, was zwischen dem Zeitpunkt, als er das erste Mal nach New York kam und seiner Verhaftung durch das FBI geschehen ist: wie er Mozzie, Alex und Kate kennengelernt hat und wie er zu einem erstklassigen Betrüger geworden ist. |           |                                |                       |                      |                                       |                    |                                 |                |
| 26 | 12        | Beweise für Burma              | What Happens in Burma | 1. Feb. 2011         | 2. Mai 2013                           | John Kretchmer     | Hy Conrad                       | —              |
| Als der Sohn eines US-Diplomaten beschuldigt wird, einen sehr wertvollen Rubin aus Myanmar herausgeschmuggelt zu haben und dort inhaftiert wird, werden Neal und Peter gebeten dessen Unschuld zu beweisen, indem sie den wahren Schmuggler aufspüren. Neal und Mozzie haben durch Alex herausgefunden, dass das Fraktal aus dem Code der Spieldose tatsächlich ein Bauplan für eine Fraktalantenne ist, mit der man früher verunglückte Flugzeuge und U-Boote geortet hat. |           |                                |                       |                      |                                       |                    |                                 |                |
| 27 | 13        | Junes blühendes Geheimnis      | Countermeasures       | 8. Feb. 2011         | 9. Mai 2013                           | Michael Smith      | Jim Campolongo                  | —              |
| Ein alter Freund von June wird aus dem Gefängnis entlassen und plant sofort wieder einen großen Coup, bei dem Neal ihm helfen soll: Er will mit einer Druckerplatte, die seit Jahren in seinem Besitz ist, 100-Dollar-Noten fälschen. Neal befürchtet, dass die Komplizen von Junes Freund gefährlich für diese werden könnten und schaltet das FBI ein. Mozzie beginnt unterdessen die Antenne zu bauen, was sich jedoch als ziemlich schwierig erweist, da viele Teile nur noch schwer verfügbar sind. |           |                                |                       |                      |                                       |                    |                                 |                |
| 28 | 14        | Falsches Spiel mit Peter Burke | Payback               | 22. Feb. 2011        | 16. Mai 2013                          | Russell Lee Fine   | Mark Goffman                    | —              |
| Matthew Keller, der wegen Neal und Peter im Gefängnis sitzt, bietet ihnen im Austausch für bessere Haftbedingungen Informationen zu ehemaligen Mitarbeitern an. Es stellt sich jedoch schnell heraus, dass er eigentlich ganz andere Ziele verfolgt: Peter wird von Kellers Komplizen entführt und gefangen gehalten, während dieser seine Flucht vorbereitet. Neal und dem FBI gelingt es zwar Peter zu befreien und Kellers Komplizen zu verhaften, aber Keller gelingt es dennoch zu entkommen. |           |                                |                       |                      |                                       |                    |                                 |                |
| 29 | 15        | Wie werde ich ein Meisterdieb  | Power Play            | 1. März 2011         | 23. Mai 2013                          | Jeff F. King       | Mark Goffman                    | —              |
| Neal und Peter ermitteln gegen einen Stromanbieter, der künstlich das Angebot niedrig hält, um die Preise zu erhöhen. Durch ein Missverständnis mit einer Informantin sind die beiden gezwungen, für den Rest der Ermittlungen die Rollen zu tauschen. Sara hat einige Wochen in Südamerika verbracht und im Fall Vincent Adler ermittelt, wo sie herausgefunden hat, dass dieser auf der Suche nach einem deutschen Soldaten ist, der sich nach dem Zweiten Weltkrieg nach Amerika abgesetzt hat: Alex’ Großvater. Dieser hatte damals ein SOS Signal eines sinkenden deutschen U-Boots empfangen, das vor Kriegsende Wertgegenstände außer Landes bringen sollte. |           |                                |                       |                      |                                       |                    |                                 |                |
| 30 | 16        | Im Paradies des Teufels        | Under the Radar       | 8. März 2011         | 30. Mai 2013                          | John Kretchmer     | Jeff Eastin                     | —              |
| Vincent Adler ist es mit der Fraktalantenne gelungen das U-Boot aufzuspüren und er entführt Neal, Peter und Alex, damit sie ihm helfen das U-Boot zu öffnen, das mit Sprengfallen gesichert ist. Dies gelingt und sie finden im Inneren des U-Boots Kunstgegenstände und Schmuck im Wert von mehreren Milliarden Dollar. Daraufhin will Adler die drei beseitigen lassen, sie können aber vom FBI gerettet werden, wobei es Adler allerdings zunächst gelingt, mit dem Schatz zu entkommen. Wenig später wird er jedoch von Neal aufgespürt. Adler erklärt ihm, dass er Kate getötet hat, um seine Spuren zu verwischen, als plötzlich die Lagerhalle in Flammen aufgeht, in welcher der Schatz ist. Adler beschuldigt Neal, dass er verantwortlich dafür ist und will ihn aus Rache töten, wird aber zuvor von Peter erschossen, der Neal mit seiner Fußfessel geortet hat. Peter verdächtigt Neal, die Lagerhalle mit dem Schatz angezündet zu haben, um zu vertuschen, dass er die Kunstgegenstände zuvor gestohlen und mit Fälschungen ausgetauscht hat, was Neal jedoch bestreitet. Wenig später erhält er jedoch eine Nachricht übermittelt, die ihn zu einer Lagerhalle führt, in der sich der Schatz unversehrt befindet. |           |                                |                       |                      |                                       |                    |                                 |                |

## Staffel 3
Die Erstausstrahlung der dritten Staffel war vom 7. Juni 2011 bis zum 28. Februar 2012 auf dem US-amerikanischen Kabelsender USA Network zu sehen. Die deutschsprachige Erstausstrahlung sendete der Pay-TV-Sender RTL Crime vom 19. September 2013 bis zum 16. Januar 2014.
| Nr. (ges.) | Nr. (St.) | Deutscher Titel             | Originaltitel         | Erstausstrahlung USA | Deutschsprachige Erstausstrahlung (D) | Regie              | Drehbuch                                               |
| --- | --------- | --------------------------- | --------------------- | -------------------- | ------------------------------------- | ------------------ | ------------------------------------------------------ |
| 31 | 1         | Auf der Hut                 | On Guard              | 7. Juni 2011         | 19. Sep. 2013                         | Russell Lee Fine   | Jeff Eastin                                            |
| Das Verhältnis zwischen Peter und Neal ist gespannt, da Neal immer noch von Peter verdächtigt wird, den Kunstschatz gestohlen zu haben. Tatsächlich war es Mozzie, der den Schatz – ohne Neals Wissen – ausgetauscht und dann den Brand gelegt hat. Er und Neal planen nun mit der Beute zu fliehen und mit falschen Identitäten ausgestattet ihren neu erworbenen Reichtum in den Tropen zu genießen. Da bei dem aktuellen Fall des FBI – bei dem es um gestohlenes Geld geht, das außer Landes geschmuggelt werden soll – Agent Jones, ein FBI-Agent, der mit Peter und Neal arbeitet, in Lebensgefahr gerät, verschiebt Neal die bereits vollständig geplante Flucht, um ihn zu retten. |           |                             |                       |                      |                                       |                    |                                                        |
| 32 | 2         | Unser Erbe und ihr          | Where There’s a Will  | 14. Juni 2011        | 26. Sep. 2013                         | Sanford Bookstaver | Mark Goffman                                           |
| Ein exzentrischer Millionär hat seinen Söhnen ein gefälschtes Testament hinterlassen, welches einen Hinweis enthält, der sie auf eine Schnitzeljagd schickt, an deren Ende das echte Testament zu finden ist. Als die Tochter einer der Erben entführt wird, müssen Neal und Peter helfen, das Testament zu finden, um das verlangte Lösegeld aufzubringen. Nachdem das Testament aufgespürt und der Entführer verhaftet wurde, finden Mozzie und Neal heraus, dass ein Teil der Inventarliste des Schatzes, den sie gestohlen haben, das Feuer überlebt hat und nun in Peters Besitz ist. Das bedeutet, sie riskieren verhaftet zu werden, würden sie Teile davon verkaufen. |           |                             |                       |                      |                                       |                    |                                                        |
| 33 | 3         | Geschminkte Wahrheiten      | Deadline              | 21. Juni 2011        | 10. Okt. 2013                         | Michael Smith      | Alexandra McNally                                      |
| Als eine erfolgreiche Journalistin, die an einer Story über einen Pharmakonzern arbeitet, Morddrohungen erhält, muss Diana undercover als ihre Assistentin auftreten, um sie zu beschützen. Zudem hat Peter sie gebeten die Inventarliste vom Deutschen ins Englische zu übersetzen, bevor diese dann einer Spezialeinheit für gestohlene Kunstwerke übergeben wird. Neal versucht die Liste vorher zu kopieren, und überredet Diana und ihre Freundin daher zu einem Doppeldate mit ihm und Sara, mit der er seit einer Weile zusammen ist. Da sich die Liste aber nicht mehr in ihrer Wohnung befindet, sondern bereits nach Washington weitergegeben wurde, wird sie für ihn nun zunächst unerreichbar. |           |                             |                       |                      |                                       |                    |                                                        |
| 34 | 4         | Die Mafia auf den Fersen    | Dentist of Detroit    | 28. Juni 2011        | 17. Okt. 2013                         | Dennie Gordon      | Channing Powell & Matt Negrete                         |
| Mozzies Vergangenheit holt ihn ein, als ein Detroiter Mafioso ihn und den Leiter des Waisenhauses, in dem er aufgewachsen ist, bedroht. In seiner Jugend hat er den Vater des Mafiosos um eine beträchtliche Menge Geld betrogen, welche dessen Sohn nun zurückhaben will, indem er Mozzie zwingt das Geld einer verfeindeten Mafiafamilie abzunehmen. Als Neal davon erfährt überredet er Mozzie, sich vom FBI helfen zu lassen. Im Laufe der Ermittlungen erfahren Peter und Neal viel über Mozzies Vergangenheit, und wie er zu dem Mann wurde, der er heute ist. |           |                             |                       |                      |                                       |                    |                                                        |
| 35 | 5         | Im Netz der schwarzen Witwe | Veiled Threat         | 5. Juli 2011         | 24. Okt. 2013                         | Paul Holahan       | Jim Campolongo                                         |
| Das FBI stellt Nachforschungen zu einer Frau an, die bereits mehrere reiche Männer geheiratet hat, welche kurz darauf unter verdächtigen Umständen verstorben sind. Um sie gewissermaßen auf frischer Tat zu ertappen, muss Peter undercover ihr nächstes Opfer spielen und mit ihr ausgehen, was seiner Frau Elizabeth natürlich gar nicht gefällt. |           |                             |                       |                      |                                       |                    |                                                        |
| 36 | 6         | Scott auf Abwegen           | Scott Free            | 12. Juli 2011        | 7. Nov. 2013                          | Tricia Brock       | Joe Henderson                                          |
| Ein junger Dieb, der an eine jüngere Version von Neal erinnert, stiehlt einige wertvolle Gegenstände von reichen Leuten. Als er versehentlich einen anderen Dieb Diamanten abnimmt, welche dieser wiederum selbst gestohlen hat, gerät sein Leben in Gefahr. Neal, der mit Peter zusammen den Fall bearbeitet, hilft ihm, indem er den anderen Dieb, der sein Leben bedroht, überführt. Mozzie organisiert sich selbst und Neal für die Zeit nach ihrer Flucht vor dem Gesetz gefälschte Identitäten, die nicht aufgespürt werden können. |           |                             |                       |                      |                                       |                    |                                                        |
| 37 | 7         | Geierjagd                   | Taking Account        | 19. Juli 2011        | 14. Nov. 2013                         | Michael Smith      | Daniel Shattuck                                        |
| Als ihr Konto zusammen mit unzähligen weiteren von einem Hacker leergeräumt wird, zieht Sara kurzzeitig bei Neal ein. Um den Dieb zu schnappen, stiehlt er dessen Identität und verprasst zusammen mit Sara einen Großteil des Geldes, um ihn aus seinem Versteck zu locken. Zusammen mit einer ehemaligen Komplizin des Hackers und Mozzie gelingt es ihm und dem FBI schließlich den Dieb zu fassen. Unterdessen findet Sara in Neals Wohnung heraus, dass dieser den Kunstschatz gestohlen hat. |           |                             |                       |                      |                                       |                    |                                                        |
| 38 | 8         | Kommando zurück!            | As You Were           | 26. Juli 2011        | 21. Nov. 2013                         | David Straiton     | Matt Negrete                                           |
| Sara macht mit Neal Schluss, da sie nichts mit seinen kriminellen Machenschaften zu tun haben will. Agent Jones erhält eine Nachricht von einem alten Freund, der für eine private Sicherheitsfirma in Afrika arbeitet, welche Jones und das FBI in einen Fall von Schmuggelei und Steuerhinterziehung in Millionenhöhe verwickelt. Neal findet heraus, dass Peter eine Kopie der Inventarliste des Schatzes in seiner Wohnung aufbewahrt und bricht bei ihm ein um eine Kopie von dieser anzufertigen. Da die Liste das einzige ist, das er und Mozzie noch benötigen, um für immer unterzutauchen, erzählt er Mozzie, er habe die Liste nicht gefunden, da Neal insgeheim nicht bereit ist, sein gegenwärtiges Leben hinter sich zu lassen. |           |                             |                       |                      |                                       |                    |                                                        |
| 39 | 9         | Differenzen                 | On the Fence          | 2. Aug. 2011         | 28. Nov. 2013                         | Paul Holahan       | Mark Goffman                                           |
| Matthew Keller hat erfahren, dass Neal in Besitz des Kunstschatzes ist und versucht diesen zu stehlen. Im Zuge seiner Anstrengungen dies zu erreichen tötet er einen Hehler, mit dem Neal und Mozzie befreundet sind, was Mozzie dazu bewegt, ein Kopfgeld von sechs Millionen Dollar auf ihn anzusetzen. Dem FBI gelingt es Keller aufzuspüren, aber während dessen Verhaftung wird er von jemand, der Mozzies Kopfgeld kassieren will, angeschossen, wodurch es dem nicht tödlich getroffenen Keller gelingt in dem resultierendem Chaos erneut zu entkommen. Neal muss zudem feststellen, dass Mozzie eines der Gemälde aus dem Schatz verkauft hat, um die 6 Mio. $ aufzubringen. Da es eines der Gemälde auf der Inventarliste ist, müssen er und Mozzie es wieder zurückerlangen, bevor das FBI von dessen Existenz erfährt. |           |                             |                       |                      |                                       |                    |                                                        |
| 40 | 10        | Lass dich nicht erwischen   | Countdown             | 9. Aug. 2011         | 5. Dez. 2013                          | John Kretchmer     | Jeff Eastin; Idee: Jeff Eastin & Channing Powell       |
| Das FBI erhält Informationen, dass das Gemälde aus dem Schatz an einen Waffenhändler verkauft wurde, und versucht nun dieses zu erlangen. Neal unterstützt die Ermittlungen, um den Verdacht von sich zu lenken, tauscht aber bei der Verhaftung des Waffenhändlers das Gemälde gegen eine Fälschung aus, die er zuvor selbst angefertigt hat. Peter ist nun zunächst überzeugt, dass er sich getäuscht hat und Neal nicht im Besitz des Schatzes ist, doch dann erhält er einen Anruf von Matthew Keller, der ihm mitteilt, dass er weiß, dass Neal und Mozzie den Schatz gestohlen haben und dass es in Peters Interesse wäre, ihm dabei zu helfen den Schatz von diesen zu stehlen. Peter, in Alarmbereitschaft versetzt, eilt nach Hause und muss dort feststellen, das Keller seine Frau Elizabeth entführt hat. |           |                             |                       |                      |                                       |                    |                                                        |
| 41 | 11        | Freiheit nicht für alle     | Checkmate             | 17. Jan. 2012        | 12. Dez. 2013                         | John Kretchmer     | Joe Henderson; Idee: Joe Henderson & Alexandra McNally |
| Keller verlangt als Lösegeld für Elizabeth, Neals und Mozzies Kunstschatz. Angesichts dieser Tatsache bestreitet Neal Peter gegenüber nun nicht mehr länger, in Besitz des Schatzes zu sein. Auch Mozzie ist bereit den Schatz aufzugeben, um Elizabeth zu retten. Da er, Neal und Peter aber befürchten, Keller werde sie töten, sobald er hat, was er will, zögern sie die Übergabe hinaus, während Diana und Jones daran arbeiten Elizabeth zu suchen. Sie wird vom FBI gerettet und Keller kann verhaftet werden. Im anschließenden Verhör gibt dieser vor, dass er es gewesen sei, der den Schatz von Vincent Adler gestohlen hat, angeblich, um ihn seinen rechtmäßigen Besitzern in Russland zurückgeben zu können. Damit poliert er einerseits seine Reputation auf und stellt sich gleichzeitig mit der Russenmafia gut, die bisher sein Leben bedroht hat, da er ihr eine Menge Geld schuldet. Neal und Mozzie kommen mit einem blauen Auge davon: Sind sie nun auch nicht mehr in Besitz des milliardenschweren Schatzes, können sie zumindest auch nicht mehr für dessen Raub belangt werden.                                                                                  |           |                             |                       |                      |                                       |                    |                                                        |
| 42 | 12        | Upper West Side Story       | Upper West Side Story | 24. Jan. 2012        | 19. Dez. 2013                         | Russell Lee Fine   | Alexandra McNally & Jim Campolongo                     |
| Ein Schüler einer Privatschule bittet das FBI um Hilfe, als er vermutet, dass der Rektor seiner Schule Stipendiengelder veruntreut. Peter und Neal ermitteln undercover als Vater, der seinen Sohn auf die Schule schicken will, bzw. Aushilfslehrer für den Poesieunterricht. |           |                             |                       |                      |                                       |                    |                                                        |
| 43 | 13        | Die Kriminellen von nebenan | Neighborhood Watch    | 31. Jan. 2012        | 26. Dez. 2013                         | Andrew McCarthy    | Jeff F. King                                           |
| Elizabeth belauscht zufällig wie ihre neuen Nachbarn einen Raubzug planen. Da Neal und Peter zunächst skeptisch sind und ihr nicht glauben, stellt sie zusammen mit Mozzie eigene Ermittlungen an, die schließlich zur Verhaftung der Räuber führen. |           |                             |                       |                      |                                       |                    |                                                        |
| 44 | 14        | Zu viele Zweifel            | Pulling Strings       | 7. Feb. 2012         | 2. Jan. 2014                          | Anton Cropper      | Channing Powell                                        |
| Peter nimmt sich einen Tag frei, da Elizabeth Geburtstag hat. Neal muss unterdessen mit seiner Exfreundin Sara zusammenarbeiten, da diese ihren Chef verdächtigt eine wertvolle Stradivari-Geige gestohlen zu haben, die die Firma versichert, bei der Sara arbeitet. Es stellt sich heraus, dass er in der Geige ein wertvolles Hightech-Material, das er im Ausland stahl, durch den Zoll geschmuggelt hat, weswegen das FBI ihn schließlich verhaftet. Da Neal demnächst eine Anhörung hat, bei der entschieden wird, ob seine Strafe auf Bewährung ausgesetzt wird – wodurch er seine Fußfessel nicht mehr länger tragen müsste – werden alle seine Akten durchgesehen. |           |                             |                       |                      |                                       |                    |                                                        |
| 45 | 15        | Was kommt ans Licht?        | Stealing Home         | 21. Feb. 2012        | 9. Jan. 2014                          | Tim DeKay          | Mark Goffman; Idee: Mark Goffman & Jim Campolongo      |
| Das FBI ist hinter Gordon Taylor her, einem Meisterdieb, der bisher noch nie geschnappt wurde. Dieser wurde von einem reichen Sammler angeheuert, einen von Babe Ruth signierten Baseball aus dem Yankee Stadium zu stehlen. Um ihn zu schnappen, werden Neal und Mozzie undercover in dessen Crew eingeschleust, aber Mozzie hat Skrupel, Taylor zu verraten, da er dessen Professionalität schätzt. Aufgrund Mozzies Warnung schafft es Taylor zwar zu entkommen, aber dessen Crew und auch der Sammler, der sie angeheuert hat, werden vom FBI verhaftet. Nebenbei bereiten sich Neal, Peter und Sara auf Neals Bewährungsanhörung vor, die nur noch eine Woche entfernt ist. |           |                             |                       |                      |                                       |                    |                                                        |
| 46 | 16        | Der einzige Ausweg          | Judgment Day          | 28. Feb. 2012        | 16. Jan. 2014                         | Russell Lee Fine   | Jeff Eastin                                            |
| Über einen Zeitraum von mehreren Tagen sagen alle von Neals Freunden und Mitarbeitern vor dem Ausschuss, der über Neals Bewährung entscheidet, aus und liefern ihre Einschätzung ab, ob er die Bewährung verdient oder nicht. Gleichzeitig sucht Agent Kramer, ein FBI-Agent aus Washington DC und ehemaliger Mentor von Peter, Beweise für Verbrechen, die Neal begangen hat, um seine Bewährung zu verhindern. Da Neal ein so wertvoller Mitarbeiter des FBI ist, plant Kramer dessen Strafe auf unbestimmte Zeit zu verlängern und ihn diese als Berater des FBI in Washington mit ihm absitzen zu lassen. Neal gelingt es zwar mit Saras und Mozzies Hilfe ein Gemälde von Raffael, das er vor Jahren gestohlen hat, zu seinen rechtmäßigen Besitzern zurückzubringen, bevor Kramer ihm den Diebstahl nachweisen kann, aber dieser hat dennoch genug Material, um Neals Bewährung zu verhindern und ihn nach Washington mitzunehmen. Als Peter dies erfährt, warnt er Neal, welcher daraufhin seine Fußfessel abnimmt und mit Mozzie ins Ausland flieht, wo schon ein Teil des U-Boot-Schatzes auf sie wartet, den Mozzie verstecken konnte, bevor die Behörden ihn konfisziert haben. |           |                             |                       |                      |                                       |                    |                                                        |

## Staffel 4
Die Erstausstrahlung der vierten Staffel war vom 10. Juli 2012 bis zum 5. März 2013 auf dem US-amerikanischen Kabelsender USA Network zu sehen. Die deutschsprachige Erstausstrahlung sendete der Pay-TV-Sender RTL Crime vom 30. Mai  bis zum 12. September 2014.
| Nr. (ges.) | Nr. (St.) | Deutscher Titel                     | Originaltitel          | Erstausstrahlung USA | Deutschsprachige Erstausstrahlung (D) | Regie                 | Drehbuch                           |
| --- | --------- | ----------------------------------- | ---------------------- | -------------------- | ------------------------------------- | --------------------- | ---------------------------------- |
| 47 | 1         | Gesucht!                            | Wanted                 | 10. Juli 2012        | 30. Mai 2014                          | Paul Holahan          | Jeff Eastin                        |
| Während Neal und Mozzie ihr Leben auf Kap Verde, einem abgelegenen, tropischen Inselstaat, genießen, ist das FBI immer noch auf der Suche nach Neal. Als es Agent Kyle Collins gelingt Neals Aufenthaltsort herauszufinden, begibt er sich nach Kap Verde, um Neal zurückzubringen, dicht gefolgt von Peter, der Neal helfen will. Da Kap Verde kein Auslieferungsabkommen mit den USA hat, setzt Agent Collins, der Neal nicht offiziell verhaften kann, ein Kopfgeld von einer halben Mio. US-Dollar auf Neals Kopf für denjenigen aus, der ihn ihm bringt – tot oder lebendig. Neal will Schutz bei Henry Dobbs suchen, einem lokalen Gangsterboss, dem Neal Schutzgeld gezahlt hat, seit er auf der Insel ist, bis Mozzie Arrangements für ihre Flucht getroffen hat, doch Dobbs liefert ihn an Agent Collins aus. |           |                                     |                        |                      |                                       |                       |                                    |
| 48 | 2         | Meistgesucht!                       | Most Wanted            | 17. Juli 2012        | 6. Juni 2014                          | Paul Holahan          | Mark Goffman                       |
| Mit Mozzies und Peters Hilfe gelingt es Neal, Collins zu entkommen. Während die drei über ihr weiteres Vorgehen beratschlagen, wird Peter klar, dass Henry Dobbs in Wahrheit einer der Meistgesuchten Verbrecher des FBI ist. Schnell wird ein Plan geschmiedet Dobbs mit Neals Hilfe vom FBI verhaften zu lassen, um dessen Status dort zu rehabilitieren. Dies gelingt, und so wird Dobbs an Neals Stelle von Collins in die Vereinigten Staaten überführt, während Neal seinen ursprünglichen Deal als Berater des FBI zurückerhält. Da Peter einige Befehle seiner Vorgesetzten missachtet hat, um Neal zu helfen, wird er zur Strafe in eine andere Abteilung versetzt und kann somit nicht mehr mit Neal zusammenarbeiten. |           |                                     |                        |                      |                                       |                       |                                    |
| 49 | 3         | Schrumpfende Gewinne                | Diminishing Returns    | 24. Juli 2012        | 13. Juni 2014                         | Stefan Schwartz       | Jim Campolongo                     |
| Peter wurde in die Asservatenkammer strafversetzt und muss dort nun Beweismittel katalogisieren. Da Neal, Diana und Jones am Fall eines Bankräubers arbeiten, der genau alle fünf Jahre zuschlägt und den Peter seit zehn Jahren verfolgt, hilft er ihnen nebenbei auch noch bei den Ermittlungen, wodurch der Bankräuber schließlich verhaftet werden kann. Nebenbei trifft sich Neal mit Ellen Parker, der ehemaligen Partnerin seines Vaters, der ein korrupter Polizist war. Auf Neals Drängen hin erzählt diese ihm, dass sie nicht glaube, dass Neals Vater das Verbrechen für das er damals verurteilt wurde – nämlich einen anderen Polizisten ermordet zu haben – wirklich begangen hat. |           |                                     |                        |                      |                                       |                       |                                    |
| 50 | 4         | Fotofalle                           | Parting Shots          | 31. Juli 2012        | 20. Juni 2014                         | Robert Duncan McNeill | Alexandra McNally                  |
| Als die Witwe eines Maklers, der mit Insiderhandel eine Menge Geld gemacht hat, vom ehemaligen Geschäftspartner ihres verstorbenen Ehemannes bedroht wird, um an ihre Erbschaft zu kommen, versuchen Neal und das FBI ihr zu helfen. Da Peter an den Ermittlungen zum Fall ihres Ehemannes beteiligt war, darf er bei dem Fall mitarbeiten. Der Verbrecher kann schließlich durch Peters Unterstützung verhaftet werden, wodurch dieser wieder in seine alte Abteilung zurückversetzt wird. Als Neal später Ellen besuchen will, muss er feststellen, dass auf sie ein Attentat verübt wurde, wodurch sie lebensgefährlich verletzt worden ist. |           |                                     |                        |                      |                                       |                       |                                    |
| 51 | 5         | Ganovenehre                         | Honor Among Thieves    | 14. Aug. 2012        | 27. Juni 2014                         | Arlene Sanford        | Joe Henderson                      |
| Ellen hat ihre Verletzungen nicht überlebt. Vor ihrem Ableben konnte sie Neal jedoch noch den Namen des Mannes nennen, der ihm die Hintergründe des Anschlages erklären und ihm mehr über seinen Vater sagen kann: Samuel Phelps. Neal wird von einer Kunstdiebin kontaktiert, hinter der das FBI her ist, welche ihm Informationen über Sam im Austausch für ein Kunstwerk anbietet, welches Neal für sie stehlen soll. Mit Mozzies Unterstützung stiehlt Neal das Kunstwerk und übergibt es der Diebin, die dann aber kurz darauf verhaftet wird, da Neal sie ans FBI verraten hat. In Besitz von Informationen über Sam machen sich Peter und Neal nun daran, diesen zu suchen. |           |                                     |                        |                      |                                       |                       |                                    |
| 52 | 6         | Spuren des Unabhängigkeitskrieges   | Identity Crisis        | 21. Aug. 2012        | 4. Juli 2014                          | David Straiton        | Channing Powell                    |
| Mozzie ersteigert bei einer Zwangsversteigerung den Inhalt einer Mietlagereinheit und entdeckt darin Hinweise, dass eine Geheimgesellschaft aus dem Amerikanischen Unabhängigkeitskrieg immer noch aktiv ist. Neugierig geworden geht er der Sache auf den Grund und gerät dabei in Lebensgefahr, als ein maskierter Mann ihn mit einer Waffe bedroht. Mozzie entkommt und bittet Neal und das FBI um Hilfe. Die finden schließlich heraus, dass der Mann ein Verschwörungstheoretiker ist, der die Existenz des Geheimbundes beweisen will und auf der Suche nach einer wertvollen, historischen Flagge aus der Zeit der Revolution ist. |           |                                     |                        |                      |                                       |                       |                                    |
| 53 | 7         | Erpressungsspielchen                | Compromising Positions | 28. Aug. 2012        | 11. Juli 2014                         | Paul Holohan          | Matthew Negrete                    |
| Ein Bauunternehmer, der giftige Substanzen in Häusern, die er kaufen wollte, platziert hat, um deren Preis zu drücken, wird vor Gericht angeklagt, nachdem er zuvor von Neal und Peter verhaftet worden ist. Als er aber mit einigen Tricks versucht einen Freispruch zu erzwingen, müssen Neal und Peter mit Saras und Mozzies Hilfe einen unumstößlichen Beweis für dessen Schuld finden. Nebenbei gelingt es Neal Kontakt mit Sam aufzunehmen, der ihm erzählt, dass er und Ellen einem Konsortium korrupter Polizisten auf der Spur gewesen seien. |           |                                     |                        |                      |                                       |                       |                                    |
| 54 | 8         | Alte Geschichte                     | Ancient History        | 4. Sep. 2012         | 18. Juli 2014                         | Russell Lee Fine      | Daniel Shattuck                    |
| Alex ist wieder zurück in New York und plant, antike griechische Kunstwerke zu stehlen. Als Peter davon erfährt, will er diese zunächst verhaften, wird aber von Neal überredet stattdessen mit ihr zusammenzuarbeiten, um ihren Auftraggeber zu schnappen. Neal hilft also Alex, die immer noch sauer auf ihn und Mozzie ist, weil sie keinen Anteil am U-Boot-Schatz erhalten hat, die Kunstwerke zu stehlen, woraufhin sie jedoch mit dem Schatz verschwindet und das FBI mit leeren Händen dastehen lässt. |           |                                     |                        |                      |                                       |                       |                                    |
| 55 | 9         | Nimm’s leicht, Rocky                | Gloves Off             | 11. Sep. 2012        | 25. Juli 2014                         | Renny Harlin          | Mark Goffman                       |
| Peter und Neal ermitteln undercover, um einen Börsenhändler zu verhaften, der Untergrundboxkämpfe veranstaltet, bei denen er Insiderwissen als Preis anbietet. Neal steht weiterhin mit Sam in Kontakt, doch als Peter diesen aufspürt, um bei den Ermittlungen zu Ellens Tod und den korrupten Polizisten zu helfen, wird Sam verschreckt und verlässt scheinbar die Stadt. Neal fühlt sich von Peter betrogen und ist nun furchtbar wütend auf ihn, da er ihm zuvor mehrmals gesagt hat, dass Sam nichts mit dem FBI zu tun haben wolle. |           |                                     |                        |                      |                                       |                       |                                    |
| 56 | 10        | Ungeheuerliche Enthüllung           | Vested Interest        | 18. Sep. 2012        | 1. Aug. 2014                          | Russell Lee Fine      | Jeff Eastin                        |
| Neal und Peter ermitteln auf einer Kriminalistik-Messe, als der Verdacht aufkommt, jemand wolle den Prototyp einer neuartigen kugelsicheren Weste stehlen, der dort ausgestellt ist. Sam hat seine Flucht nur vorgetäuscht und nimmt wieder Kontakt mit Neal auf. Zusammen verfolgen sie eine Spur, die sie nahe an Ellens Mörder führt, der Mitglied einer Mafiafamilie ist, die viele korrupte Polizisten auf ihrer Gehaltsliste stehen hat. Peter, der noch denkt, Sam habe die Stadt verlassen, versucht diesen aufzuspüren und entdeckt dabei, dass Samuel Phelps bereits seit Jahren tot ist. Der Mann, den Neal und Peter als Sam kennengelernt haben, ist in Wirklichkeit James Bennett, Neals Vater, den dieser seit seinem dritten Lebensjahr nicht mehr gesehen hat. |           |                                     |                        |                      |                                       |                       |                                    |
| 57 | 11        | Väter, Söhne und das große Panschen | Family Business        | 22. Jan. 2013        | 8. Aug. 2014                          | Paul Holahan          | Joe Henderson                      |
| James erzählt, wie er als junger Polizist angefangen habe für den inzwischen verstorbenen Mafioso Dennis Flynn zu arbeiten und wie ihm – als er aussteigen wollte – der Mord an einem anderen Polizisten angehängt wurde. Als seine Familie und Ellen von einem hochrangigen Polizeioffiziellen bedroht worden seien, habe er den Mord gestanden, um sie zu schützen. Neal und Peter haben den Verdacht, Dennis Flynn jr. habe Ellen getötet, um zu verhindern, dass sie weitere Nachforschungen zu den Straftaten seiner Familie anstellt, weswegen Mozzie und Neal als Fälscher teuren Whiskys undercover in Flynns illegale Operationen eingeschleust werden. Ihnen gelingt es Ellens Mordwaffe in Flynns Besitz aufzuspüren und sie verhaften ihn. Kurze Zeit später wird dieser jedoch bei einem Gefangenentransport getötet, was bedeutet, das Konsortium korrupter Polizisten existiert noch und wollte verhindern, dass Flynn redet. |           |                                     |                        |                      |                                       |                       |                                    |
| 58 | 12        | Beim Barte des Schlüssels           | Brass Tracks           | 29. Jan. 2013        | 15. Aug. 2014                         | Anton Cropper         | Jim Campolongo & Alexandra McNally |
| Neal entdeckt in Ellens Hinterlassenschaften einen mysteriösen Schlüssel und bittet Mozzie herauszufinden, was er aufschließt. Unterdessen findet Peter heraus, dass der Gefangenentransport, auf dem Flynn ermordet wurde, auf Senator Pratts Anweisungen erfolgte. Dieser war, bevor er in die Politik ging, Polizist und Vorgesetzter von Neals Vater. Überzeugt davon, dass Pratt den Mord arrangiert hatte, beginnt das FBI gegen ihn zu ermitteln. Da ihm der Mord nicht nachzuweisen ist, versucht das FBI diesen wegen Korruption bei Bauvorhaben zu verhaften, was jedoch scheitert, da er alles seinem Geschäftspartner anhängt und sich somit aus der Affäre zieht. Als Rache dafür, dass das FBI gegen ihn ermittelt, nutzt Pratt seinen Einfluss, um Peters Chef in den verfrühten Ruhestand zu zwingen. |           |                                     |                        |                      |                                       |                       |                                    |
| 59 | 13        | Empire City                         | Empire City            | 5. Feb. 2013         | 22. Aug. 2014                         | Tim DeKay             | Channing Powell & Daniel Shattuck  |
| Das FBI ermittelt gegen einen Mann, der gestohlene Taxi-Lizenzen verkauft. Da er nebenbei mit seinem Bruder an der Wiedereröffnung des berühmten Cotton Clubs arbeitet, schleusen Neal und Peter June als Sängerin für die Neueröffnung des Clubs ein, um – getarnt als ihre Manager – undercover zu ermitteln. Nebenbei finden Peter und Neal unabhängig voneinander heraus, dass Ellens Schlüssel zum Empire State Building führt, wo sie eine Box mit Beweisen gegen Senator Pratt versteckt hat. |           |                                     |                        |                      |                                       |                       |                                    |
| 60 | 14        | Entführte sucht man … nicht immer   | Shoot the Moon         | 19. Feb. 2013        | 29. Aug. 2014                         | Russell Lee Fine      | Matthew Negrete & Bob DeRosa       |
| Ein Pärchen auf einem Raubzug durch New York stiehlt mehrere wertvolle Gegenstände mit romantischer Vergangenheit, wie z. B. einen Ehering von Marilyn Monroe. Nachdem sie eine Parfümflasche gestohlen haben, die einmal Marie-Antoinette gehörte und die von Saras Firma versichert wird, müssen die beiden feststellen, dass man sie eingeparkt hat. Kurzerhand entführen die beiden Peter und Elizabeth, die zufällig in der Nähe waren, um deren Auto als Fluchtwagen zu benutzen. Nun liegt es an Neal und dem FBI herauszufinden, was das nächste Ziel der Diebe ist, um sie zu schnappen und Peter und Elizabeth zu befreien. |           |                                     |                        |                      |                                       |                       |                                    |
| 61 | 15        | Wann ist ein Original ein Original? | The Original           | 26. Feb. 2013        | 5. Sep. 2014                          | John Kretchmer        | Mark Goffman                       |
| Der ehemalige Assistent eines berühmten Bildhauers verkauft eine Skulptur, von der er behauptet, sie stamme von seinem bereits verstorbenen Meister. Da Neal jedoch überzeugt ist, dass es sich bei der Skulptur um eine Fälschung handelt, startet er mit Peter Ermittlungen. Die beiden tun sich dabei jedoch etwas schwer, da ihre neue Chefin – Amanda Callaway – nicht begeistert von ihren teilweise unkonventionellen Ermittlungsmethoden ist. Mozzie und Neal finden heraus, wo genau die Beweise gegen Senator Pratt versteckt sind. |           |                                     |                        |                      |                                       |                       |                                    |
| 62 | 16        | Beweise, die keiner möchte          | In the Wind            | 5. März 2013         | 12. Sep. 2014                         | Russell Lee Fine      | Jeff Eastin                        |
| Neal, James und Mozzie führen einen aufwändigen Plan aus, um die Beweisbox aus dem Empire State Building zu holen. Unterstützung erhalten sie dabei ein letztes Mal von Sara, die aufgrund einer Beförderung nach London ziehen wird. Der Plan gelingt und die Beweise können sicher aus dem Gebäude geschafft werden. Jedoch wird James, der als Ablenkung einen leeren Koffer aus dem Gebäude trägt, von einem von Pratts Männern gestellt und zu diesem gebracht. Pratt will James dazu zwingen, ihn zu den Beweisen zu führen und bedroht ihn zu diesem Zweck mit einer Pistole. Als Peter zu den beiden stößt, um James zu helfen, ist Pratt kurzzeitig abgelenkt, was James ausnützt, um ihn zu erschießen. Er flieht, und lässt Peter zurück. Kurz darauf wird Peter wegen des Mordes verhaftet, da James Peters Waffe benutzt hat, und somit alle Beweise gegen ihn sprechen. Unterdessen findet Neal durch die Beweisbox heraus, dass sein Vater den Mord, für den er damals verurteilt wurde, tatsächlich begangen hat. Er konfrontiert ihn mit diesem Wissen und will ihn dazu bringen, sich der Polizei zu stellen, um Peter zu entlasten. James weigert sich jedoch und flieht aus der Stadt. |           |                                     |                        |                      |                                       |                       |                                    |

## Staffel 5
Die Erstausstrahlung der fünften Staffel war vom 17. Oktober 2013 bis zum 30. Januar 2014 auf dem US-amerikanischen Kabelsender USA Network zu sehen. Die deutschsprachige Erstausstrahlung der gesamten fünften Staffel erfolgte am 27. Juli 2015 auf Netflix.
| Nr. (ges.) | Nr. (St.) | Deutscher Titel                    | Originaltitel          | Erstausstrahlung USA | Deutschsprachige Erstausstrahlung (D) | Regie              | Drehbuch                               |
| --- | --------- | ---------------------------------- | ---------------------- | -------------------- | ------------------------------------- | ------------------ | -------------------------------------- |
| 63 | 1         | Um jeden Preis                     | At What Price          | 17. Okt. 2013        | 27. Juli 2015                         | Stefan Schwartz    | Jeff Eastin & Joe Henderson            |
| Neal wird von Curtis Hagan, einem Verbrecher, den er zusammen mit Peter verhaftet hat, kontaktiert. Er macht ihm das Angebot, Kontakte spielen zu lassen, um Peter zur Freiheit zu verhelfen, der sich für den Mord an Senator Pratt in Untersuchungshaft befindet. Als Gegenleistung verlangt er, dass Neal wertvolle antike Goldmünzen für ihn stiehlt. Zudem soll Neal ein Tonband mit dem Geständnis seines Vaters fälschen. Neal willigt ein und es läuft auch scheinbar alles nach Plan: Peter wird freigelassen und prompt zum Abteilungsleiter des Betrugsdezernats befördert. Während Peter in Neals Goldraub ermittelt – und auch schnell Neal als Täter verdächtigt –, muss Neal feststellen, dass Hagan ihm eine Falle gestellt hat: Er hat Neal bei dem Raub gefilmt und erpresst ihn nun, Beweismittel zu vernichten, um bei einer bevorstehenden Neuverhandlung seines Falles freigesprochen zu werden. |           |                                    |                        |                      |                                       |                    |                                        |
| 64 | 2         | Vom Leben in die Traufe            | Out of the Frying Pan  | 24. Okt. 2013        | 27. Juli 2015                         | Roger Kumble       | Daniel Shattuck                        |
| Aufgrund Peters Beförderung bekommt Neal einen neuen Partner zugeteilt – den erfolgreichen Chicagoer Agenten David Siegel. Bei dessen erstem Fall geht es um ein Verbrechen, das Mozzie begangen hat. Da Siegel Mozzie unter seinem richtigen Namen sucht – Teddy Winter –, müssen Neal und Mozzie es schließlich so aussehen lassen, als sei Teddy Winter gestorben, wodurch Mozzie mit seiner Vergangenheit abschließen muss. Kurz darauf kommt die hochschwangere Diana dahinter, dass Mozzie und Teddy dieselbe Person sind. Bei dem anschließenden Versuch, ihn zu verhaften, setzen bei ihr jedoch verfrühte Wehen ein. Da Mozzie die Fluchtmöglichkeit ungenutzt verstreichen lässt und ihr bei der Geburt hilft, verzichtet sie aus Dankbarkeit darauf, ihn zu verhaften. Unterdessen vernichtet Neal die Beweise im Fall Hagan. |           |                                    |                        |                      |                                       |                    |                                        |
| 65 | 3         | Der letzte Fall                    | One Last Stakeout      | 31. Okt. 2013        | 27. Juli 2015                         | Russell Lee Fine   | Joe Henderson                          |
| Hagan kommt durch Neals Hilfe aus dem Gefängnis frei, benutzt aber dennoch erneut die Videoaufnahme, die Neal bei dem Goldraub zeigt, um ihn dazu zu bringen, für ihn etwas zu stehlen. Diesmal handelt es sich um ein Kapitel des Mosconi-Kodexes, eines sehr wertvollen und alten Buches, das gut bewacht in einem Museum aufbewahrt wird. Der Raubzug gelingt mehr oder weniger wie geplant, allerdings wird infolgedessen Rebecca Lowe – eine Museumsangestellte, der Neal ihre Schlüsselkarte gestohlen hat – entlassen. Bei der Übergabe des Kapitels, von dem Mozzie zuvor eine Kopie angefertigt hat, werden Neal und Hagan von Neals neuem Partner Siegel beobachtet. Wenig später wird Siegel tot aufgefunden. |           |                                    |                        |                      |                                       |                    |                                        |
| 66 | 4         | Ausgetrickst                       | Controlling Interest   | 7. Nov. 2013         | 27. Juli 2015                         | Kevin Bray         | Jim Campolongo                         |
| Die Ermittlungen im Mordfall Siegel stecken in einer Sackgasse. Offiziell wird sein Tod als missglückter Raubüberfall eingestuft. Peter und Neal arbeiten unterdessen daran, eine Psychiaterin für Kriminelle zu verhaften, die einem ihrer Klienten Diebesgut in Höhe von zwei Millionen Dollar gestohlen hat. Um Informationen zu sammeln, begibt sich Neal bei ihr undercover in Behandlung. Während ihrer Sitzung wird Neal klar, dass Verbrechen in seiner Natur liegen. Er beschließt, zu seinem alten Leben, bevor er von Peter verhaftet wurde, zurückzukehren. |           |                                    |                        |                      |                                       |                    |                                        |
| 67 | 5         | Masterplan                         | Master Plan            | 14. Nov. 2013        | 27. Juli 2015                         | Jeff F. King       | Alexandra McNally                      |
| Der Sohn eines sehr wohlhabenden Bekannten von Ellie kehrt nach vielen Jahren Abwesenheit überraschend zurück. Ellie hat ihn schnell im Verdacht, nur ein Betrüger zu sein, und bittet daher das FBI um Hilfe. Mit Neals Hilfe – der als Butler getarnt undercover ermittelt – gelingt es dem FBI schließlich, den Betrüger zu entlarven und den wahren Sohn zu finden, den der Betrüger gefangen gehalten hatte. Peter wird unterdessen von einer Grippeerkrankung geplagt. |           |                                    |                        |                      |                                       |                    |                                        |
| 68 | 6         | Eiskalt erwischt                   | Ice Breaker            | 21. Nov. 2013        | 27. Juli 2015                         | Eric Stoltz        | Matt Whitney & Mark Lafferty           |
| Im Zuge der Ermittlungen zu einer Reihe gefälschter Pässe stoßen Neal und Peter auf eine Organisation russischer Gangster. Um undercover ermitteln zu können, wird Peter als Eiskunstlauf-Trainer für die Freundin eines der Gangster in das Umfeld der Organisation eingeschleust. Mozzie stellt unterdessen fest, dass er den Teil des Mosconi-Kodexes, den Neal für Curtis Hagan stehlen musste, nicht entschlüsseln kann. Kurzerhand rekrutieren er und Neal die ehemalige Museumsangestellte Rebecca, um ihnen bei der Entschlüsselung zu helfen, da sie mit Mosconi, dem Autor des Buches, gut vertraut ist. |           |                                    |                        |                      |                                       |                    |                                        |
| 69 | 7         | Die Ex-Freundin                    | Quantico Closure       | 5. Dez. 2013         | 27. Juli 2015                         | Willie Garson      | Nick Thiel                             |
| Peters Ex-Freundin Jill taucht überraschend in New York auf und bittet das dortige FBI um Unterstützung. Selbst eine FBI-Agentin, versucht sie an einen Mikrochip zu gelangen, mit dem man Passwörter entschlüsseln kann und den ein Hacker auf dem Schwarzmarkt verkaufen will. Ellie ist nicht begeistert, dass Peter mit ihr zusammenarbeitet, und spioniert den beiden nach, wodurch sie schließlich selbst entscheidend zur Klärung des Falles beiträgt. Neal und Rebecca arbeiten zusammen an der Entschlüsselung des Mosconi-Kodexes und kommen sich dabei näher. Die beiden entdecken einen Hinweis auf ein – von Mosconi angefertigtes – Kirchenfenster. Das FBI verhaftet einen Kleinkriminellen, der sich mit der Marke des verstorbenen Agenten Siegel als FBI-Agent ausgibt. Es stellt sich aber schnell heraus, dass er den Mord nicht begangen hat, sondern die Marke nur der Leiche abgenommen hat. |           |                                    |                        |                      |                                       |                    |                                        |
| 70 | 8         | Der Fossilienraub                  | Digging Deeper         | 12. Dez. 2013        | 27. Juli 2015                         | Sanford Bookstaver | Jessica Grasl & Julian Meiojas         |
| Das FBI soll ein gestohlenes Fossil eines Tyrannosaurus Rex wiederbeschaffen. Die Täter sind schnell gefasst, aber um das Versteck, in dem sich das Fossil befindet, aufzuspüren, muss Neal ein T-Rex-Ei fälschen, in dem ein Peilsender versteckt ist. Neal und Rebecca arbeiten weiterhin zusammen am Mosconi-Fall. Da Neal auch privat an ihr interessiert ist, gesteht er Rebecca, dass er gar kein FBI-Agent ist, wie er es sie glauben ließ, und dass ihre Arbeit am Mosconi-Kodex auch keine offiziellen FBI-Ermittlungen sind. Sie verzeiht ihm seine Lügen. Hagan erfährt von Neals Ermittlungen und erpresst ihn, einen weiteren Diebstahl für ihn zu begehen. |           |                                    |                        |                      |                                       |                    |                                        |
| 71 | 9         | Keine gute Tat bleibt ungesühnt    | No Good Deed           | 19. Dez. 2013        | 27. Juli 2015                         | Charlotte Sieling  | Alexandra McNally; Idee: Eddie Serrano |
| Peter findet heraus, dass Neal Goldmünzen gestohlen hat, um den Staatsanwalt zu bestechen, der für Senator Pratts Mordfall zuständig war. Dadurch gerät er in das folgende Dilemma: Einerseits will er den korrupten Staatsanwalt verhaften und das gestohlene Gold dem rechtmäßigen Besitzer zurückgeben, aber andererseits würde dies bedeuten, dass er erneut im Fall Pratt angeklagt werden würde. Er entscheidet sich schließlich dafür, den Staatsanwalt dazu zu bewegen, zu kündigen und das Gold anonym zurückzugeben. Neal und Mozzie stehlen unterdessen auf Hagans Anweisung und mit Rebeccas Hilfe das Kirchenfenster, zu dem sie der Mosconi-Kodex geführt hat. Sie entdecken, dass eines der Glasstücke aus speziellem Glas besteht, mit dem man unsichtbare Tinte im Mosconi-Kodex sichtbar machen kann. |           |                                    |                        |                      |                                       |                    |                                        |
| 72 | 10        | Live-Übertragung                   | Live Feed              | 9. Jan. 2014         | 27. Juli 2015                         | John Kretchmer     | Jim Campolongo Idee: Chris Masi        |
| Peter bekommt eine Beförderung angeboten, für die er nach Washington, D.C. ziehen müsste, aber er ist unentschlossen, ob er sie auch annehmen soll. Neal und Mozzie sind gezwungen, die Geheimschrift in Hagans Kodexseiten zu entschlüsseln, da es so aussieht, als habe dieser Rebecca entführt. Indem er droht, die Seiten zu zerstören, zwingt Neal Hagan, Rebecca gehen zu lassen, aber nachdem diese frei ist, zerstört er die Seiten dennoch. Unterdessen ermittelt Peter im Fall eines gefälschten Bildes, das vermeintlich von Hagan angefertigt wurde. Hagan wird verhaftet, beharrt aber auf seiner Unschuld und bietet Peter Informationen an. Kurz darauf wird er jedoch von einem Scharfschützen erschossen. In Hagans Brieftasche entdeckt Neal einen Hinweis auf ein Appartement, an dem auch Agent Siegel vor seinem Tod Interesse gezeigt hat. Im Inneren entdecken Neal und Peter detaillierte Akten über sich und den Rest ihres FBI-Teams. Es stellt sich heraus, dass das Appartement Rebecca gehört und diese ihre Entführung nur fingiert hat.                                                                 |           |                                    |                        |                      |                                       |                    |                                        |
| 73 | 11        | Schuss ins Herz                    | Shot Through the Heart | 16. Jan. 2014        | 27. Juli 2015                         | Doug Hannah        | Matt Whitney & Jessica Grasl           |
| Rebecca ist nicht die, die sie vorgibt zu sein. In Wahrheit ist sie hinter dem Gegenstück des Hope-Diamanten her, auf dem die Hinweise im Mosconi-Kodex zeigen. Neal und Peter vermuten, dass Rebecca Curtis Hagan getötet hat, weil dieser sie beim FBI verraten wollte. Auch der Mord an Agent Siegel wird ihr angelastet. Um in Ruhe gegen sie ermitteln zu können, geben Neal und das FBI vor, nichts von ihren illegalen Machenschaften zu wissen, aber Rebecca findet heraus, dass sie aufgeflogen ist, und taucht unter. Unter dem Vorwand, er wolle das Video, mit dem Hagan ihn erpresst hat, gegen den Aufenthaltsort des Diamanten tauschen, arrangiert Neal ein Treffen mit ihr. Nachdem er das Video von ihr erhalten hat, lässt er sie jedoch verhaften. Nachdem Agent Siegels Mord geklärt ist, nimmt Peter seine Beförderung an, weswegen er in wenigen Wochen nach Washington ziehen wird. Neal und Mozzie beschließen, mit den Hinweisen im Mosconi Kodex – die sich Mozzie vor dessen Zerstörung eingeprägt hat – nach dem Diamanten zu suchen.                                                                     |           |                                    |                        |                      |                                       |                    |                                        |
| 74 | 12        | Das Geschäft mit Nullen und Einsen | Taking Stock           | 23. Jan. 2014        | 27. Juli 2015                         | Tim DeKay          | Alexandra McNally & Mark Lafferty      |
| Da Peter seine Beförderung unter anderem Neals Hilfe zu verdanken hat, bittet ihn dieser, ihn für eine Begnadigung zu empfehlen. Jemand versucht Rebecca anzuheuern, nicht wissend, dass sie bereits im Gefängnis sitzt. Der potentielle Kunde will, dass sie einen USB-Stick stiehlt, auf dem sich ein Algorithmus befindet, mit dem man einen kurzfristigen Börsenkrach herbeirufen kann. Um den Auftraggeber verhaften zu können, kehrt Diana aus ihrem Mutterschaftsurlaub zurück, um undercover zu ermitteln. Unterdessen passt Mozzie auf ihren Sohn Theo auf. Dabei gelingt es ihm, Mosconis Hinweise auf den Aufenthaltsort des Diamanten zu entschlüsseln. Kurz nachdem das FBI ihren Fall gelöst hat, erfahren sie, dass es Rebecca gelungen ist, aus dem Gefängnis zu entkommen. |           |                                    |                        |                      |                                       |                    |                                        |
| 75 | 13        | Wettlauf mit der Zeit              | Diamond Exchange       | 30. Jan. 2014        | 27. Juli 2015                         | Russell Lee Fine   | Jim Campolongo & Nick Thiel            |
| Rebecca vergiftet Mozzie und verlangt den Diamanten im Austausch für das Gegengift. Da Mozzie Mosconis Code bereits entschlüsselt hat, gelingt es Peter und Neal schnell, den Diamanten aufzuspüren. Rebecca, die den beiden gefolgt ist, taucht auf und stiehlt den Diamanten. Neal und Peter gelingt es jedoch, ihre Flucht zu verhindern, und so wird Rebecca verhaftet. Unterdessen finden Jones und Diana heraus, womit Mozzie vergiftet wurde, wodurch die Ärzte ihm das richtige Gegengift verabreichen und ihn retten können. Peter lässt Kontakte spielen, um Neal eine frühzeitige Entlassung zu gewähren, aber dies wird schließlich von hochrangigen FBI-Agenten verhindert, da Neal zu nützlich für das FBI ist. Angewidert von solchem Taktieren, verzichtet Peter auf seine Beförderung in ebendiese Führungsetage. Da Ellie aber bereits eine Stelle in der National Gallery of Art gefunden hat, wird sie ohne ihn nach Washington ziehen. Neal ist sauer, da seine Hoffnung auf eine vorzeitige Entlassung zunichtegemacht wurde, und plant mit Mozzie seine Flucht, als er plötzlich von Unbekannten entführt wird. |           |                                    |                        |                      |                                       |                    |                                        |

## Staffel 6
Die Erstausstrahlung der sechsten Staffel war vom 6. November bis zum 18. Dezember 2014 auf dem US-amerikanischen Kabelsender USA Network zu sehen. Die deutschsprachige Erstausstrahlung der gesamten sechsten Staffel erfolgte am 27. Juli 2015 auf Netflix.